# 石見焼
石見焼（いわみやき）は島根県江津市を中心に旧石見国一帯で焼かれる陶器。飯銅（はんどう）と呼ばれる大甕で知られるが、今日では多様なニーズに伴って、小振りの日用品が多く焼かれる。

## 歴史
元々石見では窯業が盛んで、特に水瓶は北前船を使って全国津々浦々に出荷された。18世紀の中頃には周防国や備前国から本格的に技術を学び、陶器製作に磨きを掛けた。
そして、明治になって多くの窯元が藩からの庇護を失って衰退する中で、石見焼は最盛期を迎えた。その頃の窯元は100を優に数えたといわれる。その躍進を支えたのが大甕である。石見焼の甕は耐水性に優れ、貯水には最適であったため全国から需要があった。
しかし昭和30年代に入ると、上水道の整備に伴って水を貯蓄する必要性が減り、またプラスチック製の容器普及が追い打ちを掛けて衰退した。窯元は一気に激減したが、その後は時代に合った容器を作ることで対応していった。代表的なものが漬物や梅干し、味噌貯蔵用の小口の瓶で、石見焼の特長である塩分、酸、アルカリによる腐蝕への強さが功を奏し、これらのヒットもあって苦しい時代を耐え抜いた。現在は傘立てやマグカップなども製作し、伝統的な意匠、技術を継承しながらも、時代の変化に対応した商品を焼き続けている。1994年に国の伝統的工芸品に指定された。